# Trémons
Trémons é uma comuna francesa na região administrativa da Nova Aquitânia, no departamento Lot-et-Garonne. Estende-se por uma área de 13,56 km². Em 2010 a comuna tinha 405 habitantes (densidade: 29,9 hab./km²).